# دهستان کنگور
کنگور، دهستانی است از توابع بخش مرکزی شهرستان کلاله در استان گلستان ایران.

## جمعیت
براساس سرشماری سال ۱۳۸۵ جمعیت آن  ۷۴۲ نفر (۱۷۱ خانوار) بوده‌است. بعلت فزونی جمعیت در سال‌های اخیر پاسگاه کنگور افتتاح شد.
این روستای اقلیت‌های مختلف ترکمن-فارس- و... را در خود دارد.
بیشتر روستا و مسیرهای اصلی آسفالت شده هست و تمامی امکانات را داراست.